# ناتانیل روتشیلد
ناتانیل روتشیلد (انگلیسی: Nathaniel Philip Rothschild؛ زادهٔ ۱۲ ژوئیهٔ ۱۹۷۱) سرمایه‌دار، اقتصاددان و بانکدار اهل بریتانیا است.
روتشیلد یک سرمایه‌دار کانادایی متولد بریتانیا و از اشراف موروثی است که عضوی از خانواده بانکی روچیلد انگلستان است. او در سوئیس ساکن شده و همچنین شهروند مونته‌نگرو نیز هست.
روتشیلد پس از مرگ پدرش، در ۲۶ فوریه ۲۰۲۴، پنجمین بارون روتشیلد شد.